# Z Andromedae
Z Andromedae ist ein Doppelstern im Sternbild Andromeda in einer Entfernung von etwa 6500 Lichtjahren. Das System ist der Prototyp der Z-Andromedae-Sterne, welche auch Symbiotische Sterne genannt werden. Es besteht aus einem Roten Riesen der Spektralklasse M2 sowie einem Weißen Zwerg der Spektralklasse B1eq.

## Entdeckung
1901 entdeckte Williamina Fleming den Stern. Das auffällige Spektrum zeigte Ähnlichkeiten zu denen, der kürzlich zuvor entdeckten Nova Persei 1901 und RS Ophiuchi.

## Eigenschaften
Die beiden Sterne umkreisen einander alle 759 Tage. Der Rote Riese verliert Masse durch Sternwinde und der Weiße Zwerg akkretiert Masse.

### Spektrum
Das System zeigt im optischen Spektrum pekuliäre Eigenschaften und ändert sich abhängig von der Aktivität des Systems. Im Röntgenbereich zeigt das System wie viele Symbiotische Sterne keine bis wenig Aktivität, vermutlich weil der das System umgebende Nebel diese Strahlung absorbiert.

### Ausbrüche
Das System zeigt in unregelmäßigen Abständen Ausbrüche, wobei die scheinbare Helligkeit um bis zu 4 Magnitude ansteigen kann. Da das System stark variiert und schon länger bekannt ist, konnten mehrere größere Ausbrüche beobachtet werden. So zum Beispiel in den Jahren 1900, 1915, 1939, 1959 und 1967/1968. Auch in neuerer Zeit seit dem Jahr 2000 war das System immer wieder aktiv und zeigte solche größeren Ausbrüche. Während dieser Ausbrüche kann der Radius (0,03 bis 0,36 R☉), die Effektive Temperatur (90000 bis 160000 Kelvin) sowie auch die Leuchtkraft (200 bis 10000 L☉) des Weißen Zwergs stark schwanken.